# NGC 2534
NGC 2534 è una galassia ellittica situata nella costellazione della Lince, a una distanza di circa 175 milioni di anni luce dalla nostra Via Lattea.

## Scoperta
La galassia è stata scoperta il 18 marzo 1790 dall'astronomo britannico di origine tedesca William Herschel.

## Descrizione
Il nucleo di NGC 2534 presenta emissioni nell'ultravioletto, per cui la galassia è iscritta nel catalogo di Markarian con il codice Mrk 85 (MK 85).
Il database SIMBAD la classifica come galassia LINER, cioè una galassia il cui nucleo presenta uno spettro di emissione caratterizzato da larghe righe di atomi debolmente ionizzati.